# Carl Friedrich Hermann von Freystedt

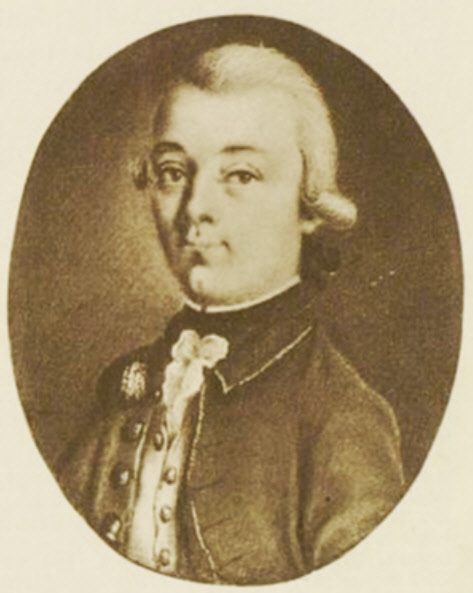
Carl Friedrich Hermann von Freystedt

Freiherr Carl Friedrich Hermann von Freystedt (* 18. Dezember 1749 in Karlsruhe; † 20. Dezember 1795), markgräflich badischer Oberst und Kommandeur des gesamten badischen Militärs, gilt als Neuorganisator des badischen Militärs in den 1780er Jahren und Wegbereiter der allgemeinen Wehrpflicht.

## Herkunft
Freystedt war das Kind der unehelichen Beziehung zwischen Markgraf Karl Friedrich von Baden-Durlach – dem späteren Großherzog von Baden – und der Elise Barbara Schlutter († 27. Juni 1795).
Der badische Hof arrangierte im Januar 1750 (einen Monat nach seiner Geburt) eine Heirat zwischen Elise Barbara Schlutter und dem Oberjäger Johannes Mono.
Am 17. April 1777 erkannte ihn Markgraf Karl Friedrich offiziell als Sohn an. Auf Betreiben des Markgrafen und entsprechende Zahlung erhob Kaiser Joseph II. Freystedt am 30. Dezember 1777 in den Reichsadelsstand, der sich damit Freiherr nennen durfte. Er begründete die badische Seitenlinie derer von Freystedt.
Der Name wird in der Geschichtsliteratur teilweise auch in anderer Schreibweise wiedergegeben: Freistedt, Freistädt.

## Militärische Karriere
Freystedt wuchs in Badenweiler auf und trat dann jung in den badischen Militärdienst ein. Der in russischen Diensten stehende Geheimrat Caspar von Saldern setzte sich für den späteren Freiherrn von Freystedt ein und versah ihn 1771 mit einem Empfehlungsschreiben an den im russischen Militärdienst stehenden Generalmajor von Bauer. Freystedt trat 1773 in den russischen Militärdienst. Er war Rittmeister eines russischen Regiments im Russisch-Türkischen Krieg, wo er schwer verwundet wurde und nach Deutschland zurückkehrte. 1778 war er Major der preußischen Armee und befehligte im Bayerischen Erbfolgekrieg ein Bataillon. 1780 wurde er Oberst bei den badischen Truppen und Kommandeur des neu errichteten Leibregiments.
Markgraf Karl Friedrich verfügte nur über wenig Militär, das sich einerseits aus dem Kontingent zusammensetzte das die Markgrafschaft im Rahmen des schwäbischen Kreiskontingents für das Reichsheer aufzubieten hatte und andererseits aus Kontingenten des Fürstenhauses (Leibgarde). Die finanzielle Lage der Markgrafschaft gestattete kein größeres stehendes Heer, die geografische Lage an der französischen Reichsgrenze und die fortwährende Gefährdung durch Gebietsansprüche Österreichs lösten Überlegungen zu einer deutlichen Verstärkung des Militärs aus.
Dem Markgrafen schwebte ein effektives Milizsystem vor, das durch qualifizierte Offiziere und Unteroffiziere getragen werden sollte, die in Friedenszeiten als Ingenieure auch einen Beitrag zum Aufbau des Landes leisten konnten. Mit Generaldekret vom 10. Dezember 1781 verordnete er die Aufstellung von zwei Land-Bataillonen, die der Beginn einer badischen Nationalmiliz sein sollten. Als treibende Kräfte hinter und neben dem Markgrafen werden Wilhelm von Edelsheim und Freystedt angesehen. Freystedt wird daher auch als ein Wegbereiter der allgemeinen Wehrpflicht gesehen, weil das badische Milizsystem auf einer – nahezu – allgemeinen Wehrpflicht im badischen Unterland beruhte.
Freystedt wurde wegen der Einführung der Miliz aus Teilen der badischen Beamtenschaft scharf kritisiert.
Als Oberst und Inspekteur der badischen Truppen verfasste Freystedt 1782 die badischen Kriegsartikel – das Militärrecht – neu, wodurch die Milizsoldaten auch weitgehend vor willkürlicher Gewalt durch ihre Vorgesetzten geschützt werden sollten.
Im Ersten Koalitionskrieg 1793/94 führte Freystedt das badische Kontingent in den Niederlanden noch gegen die französischen Truppen. Die damaligen badischen Truppen wurden von England finanziert, beklagten sich aber über die schlechte Behandlung und es kam zu vielen Fahnenfluchten. Sein Markgraf Karl Friedrich von Baden wechselte später die Fronten und wurde, 9 Jahre nach dem Tod des Freiherrn Carl Friedrich Hermann von Freystedt, der erste Großherzog von Baden. Der Enkel Karl dieses frischen Großherzogs heiratete am 8. April 1806 die Adoptivtochter von Napoleon Bonaparte und Tochter von Claude de Beauharnais, die Kaiserliche Prinzessin Stéphanie de Beauharnais (1789–1860). Ende 1813 wechselte auch er die Fronten, trat aus dem Rheinbund aus und rettete so sein Großherzogtum für weitere 100 Jahre. Die männlichen Nachkommen des Freiherrn Carl Friedrich Hermann von Freystedt dienten bis zu ihrem Aussterben 1917 dem großherzoglichen badischen Haus.

## Ehe und Nachkommen
Freystedt heiratete am 27. April 1775 in Karlsruhe Sophia Sabine Barbara Götz, mit der er acht Kinder hatte:
- Karoline (1775–1862), später Hofdame der Markgräfin Amalie von Baden
- Friederike (1761–1855)
- Karl Friedrich Hermann (1776–1851), Großherzoglich badischer Kammerherr
- Auguste (* 12. August 1780; † 27. Januar 1861), heiratete Christoph Ferdinand IV. Philipp von Degenfeld
- Wilhelmine (* 10. Juni 1783; † 18. Januar 1881), später Hofdame der Großherzogin Stephanie
- Luise (* 2. August 1783; † 20. September 1833)
- Friedrich Theodor (* 1787; † 1789)
- August (* 1791; † 1792)